# Hugh Masekela
Hugh Masekela, né le 4 avril 1939 à Witbank et mort le 23 janvier 2018 à Johannesbourg, est un trompettiste, bugliste et cornettiste sud-africain de jazz.

## Biographie
Hugh Masekela est le frère aîné de Barbara Masekela. Adolescent, un prêtre britannique travaillant dans les townships, père Trevor Huddleston, l'encourage à jouer de la trompette, et lui en offre même une, en 1954, qui avait été la propriété de Louis Armstrong. En 1960, il arrive à Londres pour étudier à la Guildhall School of Music, mais il s'envole peu de temps après pour New York,. Il y est traité en ami par Harry Belafonte, et devient le protégé de Dizzy Gillespie et Miles Davis.
En 1962, il sort son premier album, Trumpet Africa. En 1964, il s'installe à New York, et vit avec Miriam Makeba, et il se marient, avant de divorcer en 1966,. En 1968, son morceau Grazing in the Grass est un succès dans les hits parade, et détrône le Jumpin' Jack Flash des Rolling Stones dans les classements. La même année, il joue sur des titres de Bob Marley, qui sortiront en 1997. Durant l'été 1969, il se produit au Harlem Cultural Festival.
Outre Myriam Makeba, il se marie avec Chris Calloway (la fille de Cab Calloway), Jabu Mbatha et Elinam Cofie.
Il joue dans des orchestres de jazz invités sur des albums des Byrds et de Paul Simon. Son morceau Bring Him Back Home réalisé en 1987 devient l'hymne du mouvement pour la libération de Nelson Mandela 5 ans plus tard. Sa composition, Soweto Blues, chantée par son ex-femme Miriam Makeba pleure le massacre qui a suivi l'émeute de Soweto en 1976.
Il connait le succès aux États-Unis avec les morceaux pop jazz Up, Up and Away et Grazin' in the Grass.
Un intérêt renouvelé dans ses racines africaines l'incite à travailler avec des musiciens d'Afrique de l'Ouest et d'Afrique Centrale puis d'Afrique du Sud, lorsqu'il établit un studio mobile au Botswana, juste au-delà de la frontière sud africaine, dans les années 1980. Là il se réimprègne des courants mbaqanga, un style qu'il a continué à utiliser depuis son retour en Afrique du Sud au début des années 1990, et y réalise le morceau Don't go lose it baby.
Dans les années 1980, il réalise des tournées avec Paul Simon. L'album Graceland rassemble des artistes sud africains comme Ladysmith Black Mambazo, Miriam Makeba, Ray Phiri, et d'autres membres de l'orchestre Kalahari, avec lequel Masekela a enregistré.
À la fin de l'apartheid, Masekela retourne en Afrique du Sud où il vit jusqu'à son décès.
Hugh Masekela a beaucoup collaboré avec Abdullah Ibrahim.
En 2003, le film documentaire Amandla! (en) évoque la place de sa musique dans la lutte contre l'apartheid. En 2004, il publie son autobiographie, Grazin' in The Grass: The Musical Journey of Hugh Masekela qui raconte sa lutte contre l'apartheid, son combat personnel contre la dépendance à l'alcool depuis la fin des années 1970 et son parcours musical.
Après avoir vécu plusieurs mois avec la chorégraphe Nomsa Manaka, il meurt le 23 janvier 2018 d'un cancer de la prostate à l'âge de 78 ans,.
Il reçoit l'Ordre de l'Ikhamanga, échelon or, en 2010.
Il reçoit à titre posthume un prix coup de cœur Musiques du Monde 2018 de l’Académie Charles Cros.

## Discographie
- Trumpet Africa, 1962
- Grrr, 1965
- The Americanization of Ooga Booga, (live at the Village Gate), 1965
- Hugh Masekela's Next album, 1966
- THe Emancipation of Hugh Masekela, 1966
- Hugh Masekela's Latest, 1966
- Home Is Where the Music Is, 1972
- Introducing Hedzoleh Soundz, 1973 (une production Chisa Record)
- I Am Not Afraid, 1974
- The Boy's Doin'It, 1975 (Verve)
- Bring Him Back Home
- Coal Train (Stimela)
- Ziph'nkomo
- Don't Go Lose It Baby
- Ha Le Se Li De Khanna (The Dowry Song)
- Bajabule Bonka
- Grazing in the Grass
- U-Dwi
- The Joke of Life
- Phola